# 交換婚
交換婚，中国古代或称交婚，是普遍存於古代或近代早期人類各種族或族群的一種婦女交換( Exchange of women) ，以促成适婚年龄男性获得配偶的婚姻形式，属于包办婚姻:80。
中文将多个家庭参与的交换婚称为转亲。兩個家庭参与的交换婚，称为换亲，常见的同辈换亲俗稱姑換嫂，即一方的兒子互相娶對方的女兒為妻。將自己的女兒嫁到夫家，是所謂的「姑」（丈夫的姊妹），並且，從夫家娶回一位女子，嫁予家中男丁，是所謂的「嫂」（女子娶進門，成為哥哥的老婆，稱呼為嫂嫂）。现代学者将两个家庭参与的交换婚称为对等交换婚，三个家庭参与则是三角交换婚，而更多家庭参与的则称多边交换婚。甘肃省秦安县相关、2004年的研究文章中，当地交换婚多见两个或三个家庭参与，前者称两换亲，后者称三倒亲、三顶拐:42。
明清时期，在男多女少、适婚年龄男性受到婚姻挤压的背景下，交换婚成为中国社会底层家庭解决男性婚姻问题的途径之一:80。近代以來，随着中国女性地位逐漸提昇、經濟開發，除偏远、贫困地区外:41，交換婚现象已近绝迹。但对当代婚姻研究显示，某些地区存在更为隐蔽的“物质”交换婚现象。未婚女子以自己的劳动报酬、聘礼来支付兄弟的婚礼开支，以帮助他们成婚:60。